# Cochranville (Pennsylvanie)
Cochranville est une census-designated place américaine située dans le comté de Chester, en Pennsylvanie.

## Géographie
Cochranville se trouve au Nord-Est des États-Unis, dans le Sud-Est de l'État de Pennsylvanie, au sein du West Fallowfield Township dans le comté de Chester, dont le siège de comté est West Chester. Ses coordonnées géographiques sont 39° 53′ 30″ N, 75° 55′ 17″ O.

## Démographie
Au recensement de 2010, sa population était de 668 habitants.